# Arsenura sylla
Arsenura sylla är en fjärilsart som beskrevs av Pieter Cramer 1780. Arsenura sylla ingår i släktet Arsenura och familjen påfågelsspinnare. Inga underarter finns listade i Catalogue of Life.

## Bildgalleri

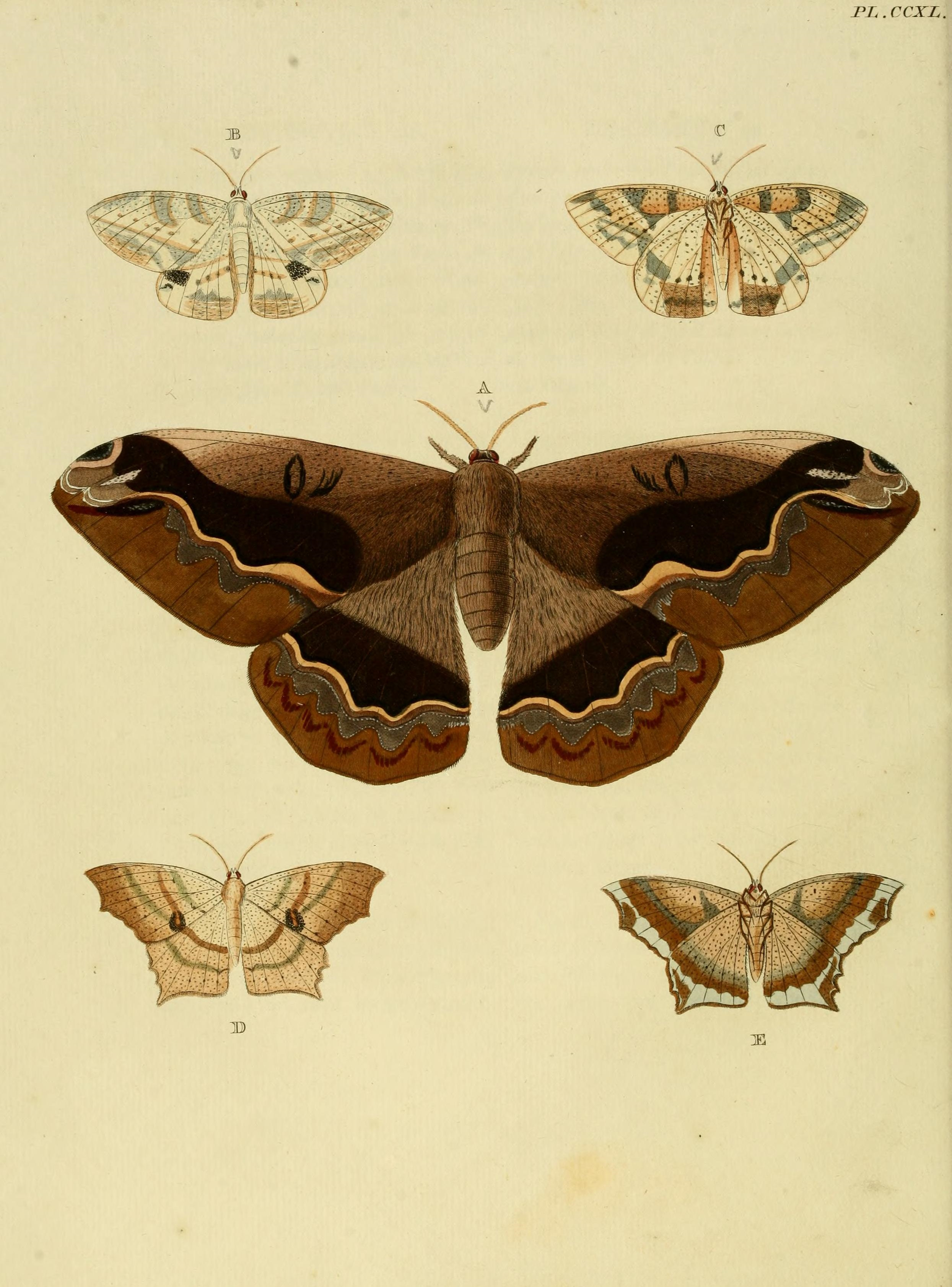